# Dubovo (Cetinje)
Pour les articles homonymes, voir Dubovo.
Dubovo (en serbe cyrillique : Дубово) est un village du sud du Monténégro, dans la municipalité de Cetinje.

## Démographie

### Évolution historique de la population[1]
| 1948 | 1953 | 1961 | 1971 | 1981 | 1991 | 2003 |
| ---- | ---- | ---- | ---- | ---- | ---- | ---- |
| 124  | 122  | 81   | 41   | 10   | 8    | 5    |